# Lycosimyia carrerae
Lycosimyia carrerae är en tvåvingeart som beskrevs av Hull 1958. Lycosimyia carrerae ingår i släktet Lycosimyia och familjen rovflugor. Inga underarter finns listade i Catalogue of Life.